# Либекир
Либеки́р — вершина Третьей гряды Крымских гор, расположенная в Бахчисарайском районе, в 2-х километрах к юго-западу от ПГТ Почтовое, наибольшая высота — 330 м. Является завершением куэсты, поднимающейся с запада от берега Чёрного моря.
Происхождение топонима Либекир неясно: по народному преданию, некий Бекир (распространённое крымскотатарское мужское имя) когда-то пытался разводить огород на горе, но поскольку ничего не росло, его прозвали Дели-Бекир (крымскотат. дели — «ненормальный», «дурачок»); название перешло на гору, а русские писари, записывающие со слуха топонимы, услышали Либекир, и слово закрепилось на картах. В бейлик (вотчину) рода Яшлау (в русской транскрипции — Яшлавских, известных в русских дипломатических документах также как «князья Сулешовы») во времена Крымского ханства, а, возможно и раньше (есть мнение, что род Яшлау исконно крымский), входили здешние земли, включая долины Альмы и Качи.
Гора Либекир сложена верхнепалеогеновыми мергелями и глиной с пластами сарматских ракушечных известняков на сланцево-известняковом основании, что хорошо видно на обрывах восточного склона. Покрывает гору невысокий смешанный лес, с преобладанием дуба скального и грабинника, перемежающийся шибляком.
У подножия Либекира расположены сёла: с севера Заветное, с восточной стороны — Самохвалово.